# Neque semper arcum tendit Apollo
La locuzione latina Neque semper arcum tendit Apollo, tradotta letteralmente, significa Apollo non tende sempre il proprio arco. (Orazio, Odi, lI, 10, 19), ossia neppure il dio Apollo tiene costantemente teso l'arco (ciò che costa fatica) per colpire i nemici con le sue frecce, come contro gli Achei.
Il significato corrente che si dà alla frase è che persino un dio, che ha forza ed energia quasi illimitate, ogni tanto si riposa, cioè che anche i migliori nel dedicarsi a qualsiasi attività con la massima dedizione hanno pur bisogno di prendere fiato e svagarsi.